# Lista de regiões do Quebec
A província canadense do Quebec, no Canadá, está oficialmente dividida em 17 regiões administrativas. Tradicionalmente (mas não oficialmente), a província é dividida em cerca de vinte regiões. De acordo com o censo canadense de 2011, a população do Quebec era de cerca de 7.903.001 habitantes, e a área da terra era 1,356,547.02 quilômetros quadrados e a densidade demográfica era de 5.8 habitantes por quilômetro quadrado.

## Regiões administrativas
| Div. | Região                        | População (2016) | Área de terra  | Densidade populacional (hab./km²) | Sede           |
| ---- | ----------------------------- | ---------------- | -------------- | --------------------------------- | -------------- |
| 01   | Bas-Saint-Laurent             | 197,385          | 22,237.07 km2  | 8.9                               | Rimouski       |
| 02   | Saguenay–Lac-Saint-Jean       | 276,368          | 98,712.71 km2  | 2.8                               | Saguenay       |
| 03   | Capitale-Nationale            | 729,997          | 18,797.45 km2  | 38.8                              | Quebec City    |
| 04   | Mauricie                      | 266,112          | 35,860.05 km2  | 7.4                               | Trois-Rivières |
| 05   | Estrie                        | 319,004          | 10,212.00 km2  | 31.2                              | Sherbrooke     |
| 06   | Montreal                      | 1,942,044        | 499.26 km2     | 3,889.8                           | Montreal       |
| 07   | Outaouais                     | 382,604          | 30,808.69 km2  | 12.4                              | Gatineau       |
| 08   | Abitibi-Témiscamingue         | 146,717          | 57,736.5 km2   | 2.5                               | Rouyn-Noranda  |
| 09   | Côte-Nord                     | 92,518           | 247,655.33 km2 | 0.4                               | Baie-Comeau    |
| 10   | Nord-du-Québec                | 44,561           | 747,191.93 km2 | 0.1                               |                |
| 11   | Gaspésie–Îles-de-la-Madeleine | 90,311           | 20,318.86 km2  | 4.4                               | Gaspé          |
| 12   | Chaudière-Appalaches          | 420,082          | 15,083.25 km2  | 27.9                              | Montmagny      |
| 13   | Laval                         | 422,993          | 247.23 km2     | 1,710.9                           | Laval          |
| 14   | Lanaudière                    | 494,796          | 12,423.38 km2  | 39.8                              | Joliette       |
| 15   | Laurentides                   | 589,400          | 20,779.19 km2  | 28.4                              | Saint-Jérôme   |
| 16   | Montérégie                    | 1,507,070        | 11,132.34 km2  | 135.4                             |                |
| 17   | Centre-du-Québec              | 242,399          | 6,930.05 km2   | 35.0                              | Drummondville  |
|      | Total                         | 8,164,361        | 1.356.625 km2  | 6.0                               |                |